# Moravskoslezská fotbalová liga 1995/1996
V soubojích pátého ročníku Moravskoslezské fotbalové ligy 1995/96 se utkalo 16 týmů každý s každým dvoukolovým systémem podzim–jaro. Tento ročník začal v srpnu 1995 a skončil v červnu 1996.
Během podzimu byl ze soutěže vyloučen klub FK VTJ PARES Prušánky, čímž se stal prvním sestupujícím, jeho výsledky byly anulovány a soutěž byla dohrána s 15 účastníky. Do II. ligy postoupil vítěz a mimořádně také devátý tým tabulky, FK PS Přerov.
Po odstoupení FC Union Cheb z I. ligy po konci ročníku 1995/96 bylo 3. volné místo v nejvyšší soutěži nabídnuto 3. týmu II. ligy 1995/96, jímž byl poštorenský Tatran. Jihomoravský klub se postupu vzdal a postoupili tak Bohemians Praha z místa čtvrtého. Jimi uvolněné místo ve II. lize zaujal klub FK PS Přerov a jím uvolněné místo v MSFL 1996/97 zaujal AFK VMG Kyjov.
Krom Prušánek nesestupoval nikdo další.

## Nové týmy v sezoně 1995/96
- Ze II. ligy 1994/95 sestoupilo do MSFL mužstvo ČSK Uherský Brod.
- Z Divize D 1994/1995 postoupilo vítězné mužstvo FK VTJ PARES Prušánky a z Divize E 1994/1995 postoupilo vítězné mužstvo FC Vítkovice.

## Nejlepší střelec
Nejlepším střelcem sezony se stal útočník Nové huti Ostrava Rostislav Pikonský, který soupeřům nastřílel 16 branek.

## Konečná tabulka
| Poř. | Tým                       | Z  | V  | R  | P  | VG | OG | B  |
| ---- | ------------------------- | -- | -- | -- | -- | -- | -- | -- |
| 1.   | FC Vítkovice (N)          | 28 | 20 | 3  | 5  | 77 | 32 | 63 |
| 2.   | ČSK Uherský Brod (S)      | 28 | 15 | 10 | 3  | 48 | 27 | 55 |
| 3.   | FC NH Ostrava             | 28 | 14 | 8  | 6  | 55 | 29 | 50 |
| 4.   | FC SYNOT Staré Město      | 28 | 13 | 7  | 8  | 52 | 40 | 46 |
| 5.   | SK Sigma MŽ Olomouc „B“   | 28 | 12 | 6  | 10 | 51 | 39 | 42 |
| 6.   | SK KM Ratíškovice         | 28 | 12 | 4  | 12 | 50 | 43 | 40 |
| 7.   | VTJ Znojmo                | 28 | 11 | 7  | 10 | 42 | 46 | 40 |
| 8.   | FK UNEX Uničov            | 28 | 12 | 4  | 12 | 44 | 37 | 40 |
| 9.   | FK PS Přerov              | 28 | 11 | 6  | 11 | 47 | 50 | 39 |
| 10.  | FC Boby Brno „B“          | 28 | 10 | 7  | 11 | 37 | 39 | 37 |
| 11.  | FK MSA Dolní Benešov      | 28 | 10 | 3  | 15 | 40 | 46 | 33 |
| 12.  | FC Baník Ostrava „B“      | 28 | 8  | 8  | 12 | 41 | 47 | 32 |
| 13.  | FK Spartak Jihlava        | 28 | 8  | 5  | 15 | 42 | 60 | 29 |
| 14.  | FC Kunz Hranice           | 28 | 6  | 4  | 18 | 25 | 65 | 22 |
| 15.  | TJ ŽD Bohumín             | 28 | 4  | 6  | 18 | 22 | 72 | 18 |
| 16.  | FK VTJ PARES Prušánky (N) | –  | –  | –  | –  | –  | –  | –  |

Poznámky:
- Z = Odehrané zápasy; V = Vítězství; R = Remízy; P = Prohry; VG = Vstřelené góly; OG = Obdržené góly; B = Body; (S) = Mužstvo sestoupivší z vyšší soutěže; (N) = Mužstvo postoupivší z nižší soutěže (nováček)
- O pořadí na 6. až 8. místě rozhodla minitabulka vzájemných zápasů.

Zkratky:
- ČSK = Český sportovní klub; FC = Football club; FK = Fotbalový klub; KM = Kontakt Moravia; MSA = Moravsko-Slezské armatury; MŽ = Moravské železárny; NH = Nová huť; PARES = název sponzora klubu; PS = Přerovské strojírny; SK = Sportovní klub; UNEX = název sponzora klubu; VTJ = Vojenská tělovýchovná jednota;

|  | Postup do II. ligy 1996/97                                  |
|  | Přihláška do I. A třídy Středomoravské župy – sk. B 1996/67 |

## Výsledky
|                         | VIT | UHB | NHO | STM | OLO | UNI | RAT | ZNO | PŘE | BRN | BEN | OVA | JIH | HRA | BOH | PRU |
| ----------------------- | --- | --- | --- | --- | --- | --- | --- | --- | --- | --- | --- | --- | --- | --- | --- | --- |
| FC Vítkovice            | —   | 4:1 | 2:1 | 3:0 | 3:4 | 4:1 | 3:2 | 4:2 | 3:0 | 7:1 | 2:0 | 2:0 | 3:0 | 5:0 | 6:2 |     |
| ČSK Uherský Brod        | 1:1 | —   | 1:1 | 2:1 | 1:0 | 3:1 | 2:0 | 4:1 | 5:2 | 2:3 | 1:0 | 2:1 | 3:1 | 2:0 | 3:0 |     |
| FC NH Ostrava           | 0:2 | 0:0 | —   | 1:1 | 1:1 | 0:2 | 2:0 | 2:4 | 5:2 | 6:0 | 4:2 | 3:1 | 4:1 | 3:0 | 7:1 |     |
| FC SYNOT Staré Město    | 2:0 | 3:3 | 4:3 | —   | 1:0 | 1:0 | 0:1 | 2:2 | 4:1 | 3:1 | 3:0 | 2:2 | 3:1 | 5:1 | 2:0 |     |
| SK Sigma MŽ Olomouc „B“ | 2:2 | 2:2 | 1:3 | 2:0 | —   | 1:3 | 0:0 | 1:0 | 4:2 | 1:2 | 2:2 | 2:2 | 4:0 | 3:0 | 4:0 |     |
| FK UNEX Uničov          | 1:3 | 1:1 | 0:1 | 3:1 | 4:0 | —   | 1:3 | 4:0 | 2:0 | 0:2 | 1:0 | 0:0 | 1:0 | 2:1 | 5:1 |     |
| KM Ratíškovice          | 3:1 | 0:1 | 0:1 | 0:1 | 2:0 | 5:2 | —   | 1:1 | 3:2 | 2:1 | 6:2 | 2:3 | 4:2 | 3:2 | 1:1 |     |
| VTJ Znojmo              | 1:1 | 2:2 | 0:3 | 2:2 | 1:2 | 0:0 | 3:1 | —   | 5:2 | 1:0 | 1:0 | 3:2 | 2:0 | 3:1 | 2:1 |     |
| FK PS Přerov            | 0:3 | 1:0 | 2:0 | 1:1 | 2:0 | 1:0 | 3:2 | 3:0 | —   | 3:1 | 2:0 | 1:3 | 1:1 | 3:0 | 4:0 |     |
| FC Boby Brno „B“        | 0:1 | 0:0 | 0:0 | 4:1 | 0:1 | 1:0 | 3:1 | 1:0 | 2:2 | —   | 1:0 | 3:0 | 6:0 | 1:1 | 2:2 |     |
| FK MSA Dolní Benešov    | 0:3 | 0:1 | 0:0 | 2:2 | 2:1 | 3:0 | 2:0 | 2:0 | 4:1 | 1:0 | —   | 2:3 | 4:0 | 5:0 | 3:1 |     |
| FC Baník Ostrava „B“    | 1:3 | 2:2 | 2:3 | 1:4 | 1:2 | 3:2 | 0:0 | 1:2 | 0:0 | 1:1 | 0:1 | —   | 3:0 | 2:0 | 3:1 |     |
| FK Spartak Jihlava      | 5:2 | 0:2 | 0:1 | 1:3 | 3:2 | 2:2 | 4:1 | 3:1 | 0:0 | 1:0 | 5:1 | 2:2 | —   | 3:0 | 1:1 |     |
| FC Kunz Hranice         | 1:0 | 0:0 | 0:0 | 1:0 | 0:5 | 0:3 | 0:2 | 1:1 | 1:5 | 2:1 | 3:1 | 1:2 | 4:2 | —   | 4:0 |     |
| TJ ŽD Bohumín           | 1:4 | 0:1 | 0:0 | 2:0 | 0:4 | 0:3 | 0:5 | 0:2 | 1:1 | 0:0 | 3:1 | 1:0 | 0:4 | 3:0 | —   |     |
| FK VTJ PARES Prušánky   |     |     |     |     |     |     |     |     |     |     |     |     |     |     |     | —   |

## Soupisky mužstev

### ČSK Uherský Brod
David Galla (-/0),
Dušan Konečný (-/0) –
... Cvacho (-/3),
Petr Červenka (-/1),
... Gottwald (-/2),
Martin Guzik (-/3),
Marek Hošťálek (-/1),
Aleš Hrabalík (-/0),
Pavel Charvát (-/2),
Eduard Chudárek (-/0),
Otakar Josefík (-/0),
Martin Kočica (-/8),
Miroslav Kučera (-/1),
Robert Lamáček (-/2),
Petr Lysáček (-/3),
Tomáš Martinek (-/5),
Luboš Melichárek (-/0),
Zdeněk Menoušek (-/0),
Libor Osladil (-/3),
... Pavlíček (-/2),
Petr Podaný (-/3),
Roland Rusňák (-/0),
Roman Sedláček (-/6),
Josef Slovák (-/0),
J. Sotolář (-/2),
Stanislav Soukeník (-/0),
Patrik Štecha (-/0),
Slavoj Štěrba (-/4),
V. Tomeček (-/5),
Luděk Vaverčák (-/3) –
trenér Jiří Dunaj

### FC NH Ostrava
Roman Hulva (-/0),
J. Rektořík (-/0) -
Pavel Cirkl (-/4),
Petr Freisler (-/5),
Martin Guzik (-/4),
Dušan Krayzel (-/0),
Marcel Kudrna (-/7),
P. Kutal (-/2),
Jan Lazar (-/0),
P. Mičkal (-/1),
Vlastimil Molnár (-/6),
R. Morong (-/1),
P. Moučka (-/4),
R. Musial (-/0),
Ivo Müller (-/4),
L. Odstrčilík (-/1),
J. Ondrušík (-/1),
Rostislav Pikonský (-/16),
J. Přibyl (-/0),
Radim Sáblík (-/0),
A. Sedlář (-/1),
J. Skybík (-/0),
Roman Šťástka (-/0),
Artur Wojnarovský (-/0),
R. Zajíc (-/0),
P. Žídek (-/0) -
trenér Petr Hudec

### FC SYNOT Staré Město
Michal Kosmál (-/0),
F. Martínek (-/0),
M. Slosarčík (-/0) -
R. Antl (-/5),
R. Bičánek (-/1),
P. Bílek (-/0),
Radek Bouřa (-/14),
V. Cahyna (-/0),
P. Duda (-/1),
M. Duchtík (-/1),
Pavel Chlachula (-/0),
Dušan Klvaňa (-/3),
M. Kment (-/0),
P. Ludvíček (-/6),
M. Machynka (-/0),
L. Matoušek (-/0),
M. Matoušek (-/0),
Luboš Melichárek (-/1),
Radim Palčík (-/2),
Daniel Racek (-/4),
P. Sonntag (-/0),
P. Strakáč (-/1),
Patrik Štecha (-/0),
D. Tichý (-/0),
Jiří Vojtěšek (-/3),
Libor Zapletal (-/11) -
trenér Lubomír Jegla

### SK Sigma Olomouc „B“
Marek Janků (-/0),
Zdeněk Psotka (-/0), 
Martin Vaniak (-/0) - 
M. Anft (-/0), 
Jiří Balcárek (-/4),
Miroslav Baranek (-/1),
Jiří Barbořík (-/1),
V. Bárta (-/1),
J. Coufal (-/0),
Martin Dombi (-/0),
M. Duda (-/1),
Marek Heinz (-/0),
Jiří Homola (-/12),
Eduard Hrabalík (-/0),
M. Hradil (-/0),
Petr Kirschbaum (-/9),
Radim König (-/4),
Michal Kovář (-/3),
M. Matlocha (-/1),
Josef Mucha (-/1),
P. Novák (-/0),
L. Prášilík (-/2),
Radomír Riedl (-/0),
Dalibor Slezák (-/1),
Martin Šavrňák (-/5),
Kamil Šebesta (-/0),
Bohuslav Šnajdr (-/1),
Lubomír Štrbík (-/2),
Martin Švestka (-/1),
R. Tichý (-/3),
Aleš Trnečka (-/0),
Tomáš Ujfaluši (-/0),
Jiří Vít (-/0),
Libor Zapletal (-/0) -
trenér Vlastimil Palička

### VTJ Znojmo-Rapotice
Pavel Bulín (-/0),
Marek Mrozek (-/0),
Michal Špit (-/0) –
Robert Caha (-/2),
J. Brudwirt (-/0),
Vladimír Čáp (-/2),
Jaroslav Fruhvirt (-/0),
Martin Chudý (-/0),
M. Jankulovski (-/10),
Petr Križko (-/0),
Pavel Kulig (-/3),
Z. Macháček (-/0),
D. Malý (-/0),
T. Marko (-/0),
J. Pavala (-/0),
Jiří Pavelčík (-/0),
L. Prášilík (-/0),
Roman Přibyl (-/14),
R. Rybanský (-/2),
Milan Samek (-/1),
Libor Sionko (-/2),
P. Svítil (-/0),
Tomáš Šťástka (-/0),
Daniel Tchuř (-/2),
Radomír Víšek (-/3),
J. Zábojník (-/1),
D. Záleský (-/0),
Martin Zbončák (-/1) –
trenér Jiří Fryš

### FC Boby Brno „B“
P. Jakoubek (-/0),
Michal Kroupa (-/0) –
Petr Bartes (-/2),
Petr Baštař (-/0),
L. Bezděk (-/0),
Daniel Břežný (-/0),
Marcel Cupák (-/1),
Vladimír Chaloupka (-/3),
Michal Kolomazník (-/2),
Jiří Kopunec (-/4),
Přemysl Kovář (-/4),
M. Kropáček (-/0),
Martin Lapeš (-/2),
Petr Melcher (-/5),
J. Nováček (-/0),
Milan Pacanda (-/4),
Rostislav Pavelka (-/0),
Jarmil Pospíšil (-/0),
Miroslav Prchlý (-/0),
Patrik Siegl (-/1),
R. Směja (-/0),
Oldřich Stříž (-/0),
Roman Široký (-/1),
Martin Špinar (-/3),
Petr Šuba (-/0),
Petr Švancara (-/2),
M. Třasoň (-/0),
Daniel Vacula (-/3),
Zdeněk Valnoha (-/1),
Roman Veselý (-/0),
P. Vlček (-/0),
Jiří Vorlický (-/0) –
trenér František Harašta

### FC Baník Ostrava „B“
R. Schwan (-/0),
J. Žižka (-/0) -
René Benefi (-/0),
René Bolf (-/2),
Pavel Bányácski (-/1),
Robert Caha (-/3),
David Gill (-/2),
Jan Hejnal (-/1),
Aleš Hellebrand (-/2),
Richard Hrotek (-/2),
Daniel Kaspřík (-/3),
Roman Klimeš (-/1),
Lubor Knapp (-/0),
D. Korchan (-/0),
R. Koval (-/0),
M. Kreml (-/0),
Radek Kreml (-/0),
Pavel Kubánek (-/3),
Mario Lička (-/1),
Marcel Melecký (-/5),
Kamil Mihola (-/0),
T. Paczek (-/0),
Milan Páleník (-/4),
Michal Pančík (-/1),
T. Pešat (-/0),
Aleš Pikl (-/1),
Marek Poštulka (-/1),
Petr Slončík (-/3),
Antonín Šimurda (-/3),
T. Thimel (-/0), 
Vítězslav Tuma (-/2),
Radomír Víšek (-/0),
Aleš Vojáček (-/0) -
trenér Petr Nesrsta

### FK Spartak Jihlava
Martin Bílek (-/0),
Š. Jančok (-/0),
Martin Padrnos (-/0) -
M. Beránek (-/0),
G. Cabuk (-/2), 
P. Dvořáček (-/0),
L. Habermann (-/0),
M. Holec (-/5),
... Hrdina (-/1),
R. Chylík (-/0),
P. Kračmar (-/0),
P. Kuchta (-/7),
P. Moravec (-/0),
M. Morkus (-/8),
R. Nejedlý (-/7),
J. Novický (-/1),
M. Pazderník (-/1),
M. Pospíchal (-/0),
L. Staněk (-/6),
R. Szathmary (-/0),
Petr Tržil (-/0),
L. Vítů  (-/3),
R. Wendl (-/2) -
trenér Jindřich Březina